# Tengőd
Tengőd – wieś w powiecie Tab w komitacie Somogy na Węgrzech.